# Persea cuatrecasasii
Persea cuatrecasasii är en lagerväxtart som beskrevs av André Joseph Guillaume Henri Kostermans. Persea cuatrecasasii ingår i släktet avokador, och familjen lagerväxter. Inga underarter finns listade i Catalogue of Life.